# Trubicyn
Trubicyn (ros. Трубицын) – chutor w zachodniej Rosji, w sielsowiecie bolszeannienkowskim rejonu fatieżskiego w obwodzie kurskim.

## Geografia
Miejscowość położona jest w dorzeczu Usoży (lewy dopływ Swapy w dorzeczu Sejmu), 4 km od centrum administracyjnego sielsowietu (Bolszoje Annienkowo), 16 km na północny wschód od centrum administracyjnego rejonu (Fatież), 40 km na północny zachód od Kurska, 15,5 km od drogi magistralnej (federalnego znaczenia) M2 «Krym» (część trasy europejskiej E105).
W chutorze znajduje się 17 posesji.
Klimat
Miejscowość, jak i cały rejon, znajduje się w strefie klimatu kontynentalnego z łagodnym ciepłym latem i równomiernie rozłożonymi opadami rocznymi (Dfb w klasyfikacji klimatów Köppena).

## Demografia
W 2010 r. chutor zamieszkiwały 4 osoby.